# Monolophus
Monolophus — рід жуків родини Довгоносики (Curculionidae).

## Зовнішній вигляд
Жуки цього роду мають середні розміри, довжина їх тіла коливається в межах 7.5-9  мм. Основні ознаки:
- головотрубка ледь розширена біля вершиниб із тонким невисоким кілем посередині;
- 1-й членик джгутика вусиків довший за 2-й;
- передньоспинка із трикутно витягнутою до щитка основою;
- надкрилля найширші біля середини, з тонкими поздовжніми рядами крапочок, опуклими проміжками між ними, блискучі, із штрихоподібними косими чорними плямами та поперечними зморшками;
- кігтики зрослися.

## Спосіб життя
Невідомий, ймовірно, він типовий для Cleonini. Єдиний вид, відомий у цьому роді, знайдений під кущем полину.

## Географічне поширення
Ареал роду тяжіє до східної частини півдня Палеарктики (див. нижче).

## Класифікація
У цьому роді описаний один вид:
- Monolophus praeditus (Faust, 1904) — Іран, Киргизстан, Казахстан, Монголія